# Vriesea melgueiroi
Vriesea melgueiroi là một loài thực vật có hoa trong họ Bromeliaceae. Loài này được I.Ramírez & Carnevali miêu tả khoa học đầu tiên năm 1993.